# Arico
Arico település Spanyolországban, Santa Cruz de Tenerife tartományban. Arico La Orotava, Fasnia és Granadilla de Abona községekkel határos. Lakosainak száma 9120 fő (2024).

## Népesség
A település népessége az elmúlt években az alábbi módon változott:
| Lakosok száma | 6234 | 7005 | 7565 | 7850 | 8090 | 7670 | 7594 | 7988 | 8754 | 9120 |
|               | 2001 | 2004 | 2007 | 2009 | 2012 | 2014 | 2017 | 2019 | 2022 | 2024 |